# 合
合 es un sinograma y un kanji que significa “unión”, “armonía”. Se lee "ai" en japonés ("ai"). Hola, es la transcripción en hanyu pinyin.

## Ejemplo
Se encuentra en los términos: 
* aikido
* iaido
* kiai
* maai
También se utiliza para escribir nombres:
* Aika
* Aimi